# Funkenküchlein
Ein Funkenküchlein (auch Gezogene, Krapfen, Funkaküachle, Funkenküchle oder Pfosen) ist ein Schmalzgebäck, das im schwäbisch-alemannischen Raum traditionellerweise zum Funkensonntag in Fett ausgebacken wird. Der Funkensonntag wird in Vorarlberg wegen der Funkenküachle auch „Küachlesonntag“ genannt. 
Die „Küachle“ wurden gegen Ende des 19. Jahrhunderts und Anfang 20. Jahrhundert von den Hausfrauen vor allem für (arme) Kinder gebacken, die mit Heischesprüchen durch das Dorf zogen, um Brennmaterial für die Funkenfeuer zu sammeln. 
Der Teig wird in kleine runde oder rechteckige Scheiben geschnitten und diese wird nun ständig von der Mitte her nach außen gedreht, sodass sich außen ein gewölbter, dicker Rand bildet.
Das runde Innenfeld („Fenster“) bleibt hauchdünn. Diese Scheiben werden kurz schwimmend in heißem Fett gebacken und mit ein wenig Zucker oder Zimtzucker bestreut.
In Lindau hatten die Küchle die Form von Ringen.
Am Bodensee schenkten die Mädchen ihrem Liebsten nach dem Scheibenschlagen Funkenbrezeln, zubereitet aus einem süßen Hefeteig mit Milch, Butter und Rosinen.